# رپکی (شهرستان سوکوووف)
رپکی (به لهستانی:  Repki) یک روستا در لهستان است که در گمینا رپکی واقع شده‌است.